# Skön- och vidertryckning
Skön- och vidertryckning (från tyska Schöndruck och Widerdruck) avser inom tryckteknik ett förfarande där båda sidor på pappret förses med tryckfärg i en och samma genomgång i tryckpressen. Termen används främst inom arktryck men förekommer också i samband med rulltryck.
I fallet med arktryck krävs ett s.k. vändverk (vändenhet eller vändtrumma) som vänder arket efter första tryckningen, så att även motstående sida kan bli tryckt.
Inom rulltryck kan pappersbanan förses med tryckfärg på båda sidor i ett gemensamt trycknyp genom ett s.k. perfectortryckverk (processen kallas på engelska perfecting) eller i efterföljande, separata tryckenheter där en färg appliceras per trycknyp och sida (eng. non-perfecting).
Inom digitaltryck används ibland termen duplex för samma resultat (som även kan användas i betydelsen att trycka en gråskalebild i två färger istället för en). Även begreppet "dubbelsidig utskrift" används för att beteckna samma resultat på till exempel kontorsutrustning (så som kopieringsapparater och skrivare).